# Кинич-Эт
Кинич-Эт (правил в 562 — ?) — двадцать второй правитель древнего майяского царства Мутуль со столицей в Тикале и основатель Третьей династии.

## Биография
Кинич-Эт взошёл на престол Мутуля в 562 году. Предыдущий царь, Яш-Эб-Шок II, был свергнут после того как Тикаль потерпел поражение в войне с могущественным царством Кануль (со столицей в Калакмуле).
Поражение в этой войне привело к 80-летнему упадку: в городе совсем не воздвигались стелы, а цари перестали участвовать в активной политической борьбе.
Кинич-Эту наследовал неизвестный по имени «23 правитель».